# Janny Vlietstra
Janny Griet Vlietstra (Leeuwarden, 13 april 1948) is een Nederlands politica en bestuurster. Ze is lid van de PvdA.

## Biografie
Vlietstra ging naar de HBS en de sociale academie en was daarna werkzaam als welzijnswerker en docent.
Vlietstra begon haar politieke carrière in Leeuwarden, waar zij lid was van de gemeenteraad. Later werd zij ook wethouder. In 1995 werd Vlietstra burgemeester van Winschoten. In 2001 en 2007 werd zij herbenoemd. In de molenstad kreeg zij te maken met het Blauwestad-project. Vanaf 2006 was Vlietstra betrokken bij het herindelingsproces van de gemeentes Winschoten, Reiderland en Scheemda. Na de herindeling ontstond op 1 januari 2010 een gemeente met bijna 40.000 inwoners: Oldambt. Van juni 2007 tot 2009 was Vlietstra tevens lid van het dagelijks bestuur van de Eems Dollard Regio.
Op 28 januari 2009 werd ze benoemd tot gedeputeerde in de provincie Drenthe. Ze verving hier de langdurig zieke Huub Looman. Vlietstra stopte na de verkiezingen in 2011 als gedeputeerde. Op 7 juni 2011 werd ze beëdigd als lid van de Eerste Kamer. Dat bleef Vlietstra tot 9 juni 2015. In oktober 2011 werd ze waarnemend burgemeester van de gemeente De Wolden. Zij fungeerde tot de gemeente een opvolger had gevonden voor Peter Snijders. Op 28 april 2012 legde Vlietstra haar taken neer en in september werd ze waarnemend burgemeester van Marum wat zij tot 1 mei 2013 was. Van 1 mei 2013 tot 1 mei 2015 was zij de tijdelijk opvolger van burgemeester Rob Bats van de gemeente Haren die vanwege het Project-X feest zijn ontslag indiende. Pieter van Veen heeft haar per 1 mei 2015 opgevolgd als waarnemend burgemeester.
Op 12 september 2017 werd Vlietstra opnieuw geïnstalleerd als lid van de Eerste Kamer in de vacature die ontstond na het vertrek van Nico Schrijver naar de Raad van State. Zij zou tot midden 2019 Eerste Kamerlid blijven. Op 30 april 2021 werd zij opnieuw benoemd tot waarnemend burgemeester van De Wolden. De benoeming ging in op 1 juni 2021 en ze volgt hiermee Roger de Groot die per die datum burgemeester werd van de gemeente Noordoostpolder. Op 16 december 2021 werd Inge Nieuwenhuizen burgemeester van De Wolden.
- Parlement.com: vhy1id61ouzz